# O’Hea & Company
O’Hea & Company war ein Montagewerk für Kraftfahrzeuge und damit Teil der Automobilindustrie in Irland.

## Unternehmensgeschichte
Das Unternehmen hatte seinen Sitz in Cork. Mitte der 1950er Jahre montierte es Automobile. Die Teile kamen von Škoda.
Weitere Škoda-Montagewerke in Irland waren Buckley Motors ab 1958 und Eastern Autos ab 1974.

## Fahrzeuge
Es ist nicht bekannt, welches Modell in Irland montiert wurde. Škoda stellte zu der Zeit den Škoda 440 her. 